# Akiba Rubinstein
Akiba Rubinstein (Stawiski, 12 de dezembro de 1882 — Antuérpia, 15 de março de 1961) foi um grande jogador de xadrez polonês do início do século XX. Apesar de que não chegar a ser campeão do mundo, suas partidas se estudam ainda hoje e têm grande influência no xadrez atual.

## Principais resultados em torneios
| Data | Local                | Colocação | Observações                                                                                    |
| ---- | -------------------- | --------- | ---------------------------------------------------------------------------------------------- |
| 1907 | Carlsbad 1907        | 1         | Com Geza Maroczy em segundo, Paul Saladin Leonhardt em terceiro e Aron Nimzowitsch em quarto.  |
| 1909 | São Petersburgo 1909 | 2         | Vencido por Emanuel Lasker, com Rudolf Spielmann e Oldrich Duras empatados em terceiro.        |
| 1911 | Carlsbad 1911        | 2         | Vencido por Richard Teichmann, com Carl Schlechter em terceiro.                                |
| 1911 | San Sebastian 1911   | 2         | Vencido por José Raul Capablanca, com Milan Vidmar em terceiro e Frank Marshall em quarto.     |
| 1912 | San Sebastian 1912   | 1         | Com Aron Nimzowitsch em segundo, Richard Teichmann em terceiro e Siegbert Tarrasch em quarto.  |
| 1918 | Berlim 1918          | 2         | Vencido por Emanuel Lasker.                                                                    |
| 1922 | Londres 1922         | 4         | Vencido por José Raul Capablanca, com Alexander Alekhine em segundo, Milan Vidmar em terceiro. |
| 1925 | Baden-Baden 1925     | 2         | Vencido por Alexander Alekhine.                                                                |
| 1926 | Dresden 1926         | 3         | Vencido por Aaron Nimzowitsch, com participação de Alexander Alekhine e Savielly Tartakower.   |
| 1928 | Bad Kissingen 1928   | 4         | Vencido por Efim Bogoljubow, com José Raul Capablanca em segundo e Max Euwe em terceiro.       |
| 1929 | Carlsbad 1929        | 4         | Vencido por Aron Nimzowitsch, com José Raul Capablanca em segundo e Rudolf Spielmann.          |
| 1930 | Sanremo 1930         | 3         | Vencido por Alexander Alekhine, com Aaron Nimzowitsch em segundo e Efim Bogoljubow em quarto.  |